# Kurt Stenberg
Pour les articles homonymes, voir Kurt et Stenberg.
Kurt Enoch Stenberg, né le 11 juillet 1888 à Vaasa et mort le 26 mars 1936 à Karhula, est un gymnaste finlandais.
Lors des Jeux olympiques d'été de 1908 à Londres, il remporte une médaille de bronze au concours par équipes.